# Paljassaari (ö i Birkaland, Sydvästra Birkaland)
Paljassaari är en ö i Finland. Den ligger i sjön Houhajärvi och i kommunen Sastamala i den ekonomiska regionen  Sydvästra Birkaland och landskapet Birkaland, i den sydvästra delen av landet, 160 km nordväst om huvudstaden Helsingfors. Öns area är 0,9 hektar och dess största längd är 120 meter i sydöst-nordvästlig riktning.